# Abbazia di Werden
L'abbazia di Werden (Kloster Werden) fu un'abbazia benedettina con sede a Werden an der Ruhr, che oggi fa parte della città di Essen (Germania), nella regione della Ruhr.

## Storia
Presso Essen San Ludgero fondò il monastero di Werden nel 799 e ne divenne il primo abate. La piccola chiesa che san Ludgero fece costruire venne dedicata a Santo Stefano e venne completata nell'804, venendo in seguito dedicata a san Ludgero stesso che nel frattempo era divenuto vescovo di Münster ed era morto in odore di santità. Alla morte di Ludgero, il 26 marzo 809, infatti, l'abbazia di Werden passò in eredità dapprima a suo fratello minore Hildigrim I (809–827), e poi ai suoi quattro nipoti: Gerfried (827–839), Thiadgrim (che la governò per meno di un anno), Altfriedo (839–848), Hildigrim II (849–887). Sotto il governo abbaziale di Hildigrim I, divenuto vescovo di Châlons-sur-Marne, il nuovo monastero di Helmstedt nella diocesi di Halberstadt venne fondato come filiazione di Werden. Il monastero era retto da un prevosto e rimase indipendente da Werden sino alla sua secolarizzazione nel 1803.
Werden divenne una ricca abbazia con possedimenti in Vestfalia, Frisia, Sassonia ed attorno all'abbazia stessa, per un territorio pari a 125 km².
Sotto Hildigrim II il monastero, che rimaneva di proprietà della famiglia di san Ludgero, il 22 maggio 877 ottenne il titolo di abbazia imperiale ed il titolo di principe-abate per i suoi reggenti, godendo anche di un seggio al Reichstag. La chiesa abbaziale di Werden, distrutta da un incendio nel 1256, venne ricostruita in stile tardo-romanico (1256 - 75). Successivamente iniziò il graduale declino dell'abbazia sotto l'abate Conrad von Gleichen (1454 – 74), un laico sposato, che giunse a tale ruolo per motivi politici e che divise il patrimonio dell'abbazia. Dopo una riforma completa dell'abbazia nel 1477, ad opera dell'abate Adam von Eschweiler della congregazione di Bursfelde, Werden riprese la propria attività a pieno ritmo sino al 1803.

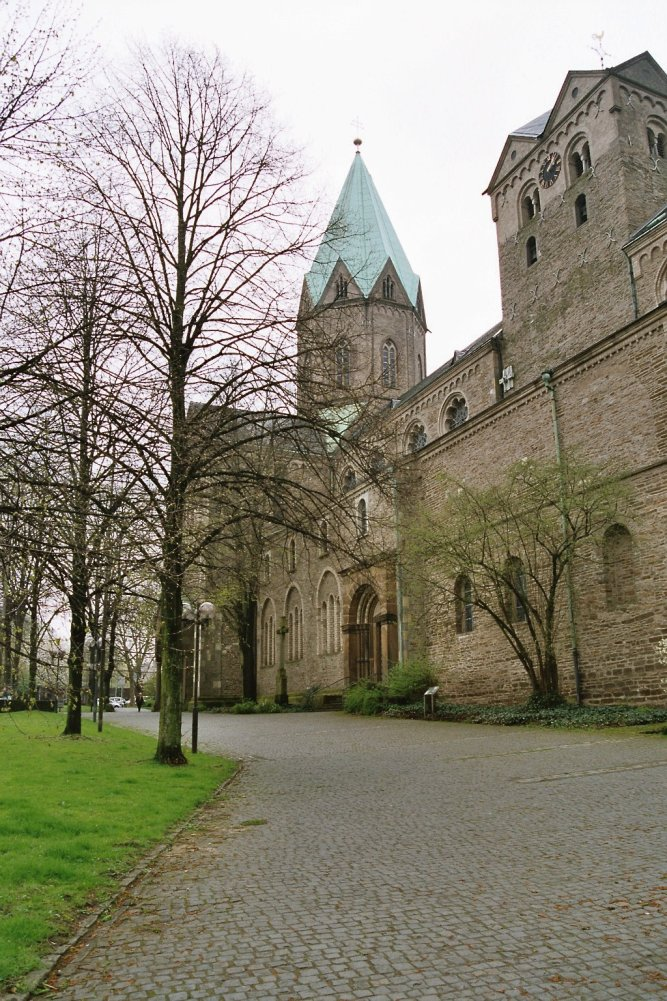
La basilica di San Ludgero a Werden

Problemi vi furono successivamente quando il territorio abbaziale e la sua protezione vennero affidati ai margravi di Brandeburgo, i quali l'avevano ereditata dai conti della Marca. Questi nuovi principi erano infatti protestanti e tentarono più volte di convertire il monastero a nuova fede.
Nel corso del XVIII secolo l'abbazia venne completamente ricostruita in stile barocco e venne avviata anche una copiosa produzione tessile e di estrazione del carbone, che furono alla base dell'economia di Werden.
Durante la mediatizzazione del Sacro Romano Impero del 1803 l'abbazia ed il suo territorio divennero parte della Prussia e poi vennero incorporati nel Granducato di Berg di stampo napoleonico, per poi tornare dal 1815 sotto lo scettro prussiano nella provincia del Reno.
Parte degli edifici dell'abbazia ospitano l'Università delle Arti Folkwang. Nel 1993 alla chiesa abbaziale venne attribuito il titolo di basilica minore.

## Abati e Principi-Abati di Werden
| Nome                            | Periodo     | Morte             | Note                                               |
| ------------------------------- | ----------- | ----------------- | -------------------------------------------------- |
| Ludgeridi                       |             |                   |                                                    |
| Ludgero                         | ca. 800–809 | 26 marzo 809      |                                                    |
| Hildegrim I                     | 809–827     | 19 luglio 827     |                                                    |
| Gerfried                        | 827–839     | 12 settembre 839  |                                                    |
| Thiatgrim                       | 839–840     | 8. Februar 840    |                                                    |
| Altfried                        | 840–849     | 22. April 849     |                                                    |
| Hildegrim II                    | 855/64–886  | 21 dicembre 886   |                                                    |
| Abati eletti di Werden          |             |                   |                                                    |
| Andulfo                         | 887–ca. 888 | 12 marzo 888      |                                                    |
| Hembil                          | 888–891?    |                   |                                                    |
| Adaldag                         | 892?        | 8 luglio 892      |                                                    |
| Odo                             | bis 898     |                   |                                                    |
| Hoger                           | 898–902     |                   |                                                    |
| Ildebrando                      | 902–910     |                   |                                                    |
| Adalbrando                      | 910–916     | 2 marzo 916       |                                                    |
| Weris                           | 916–930     | 5 novembre 930    |                                                    |
| Wigger                          | 930–940     | 14 agosto 940     |                                                    |
| Wigo                            | ca. 940–945 | 20 marzo 945      |                                                    |
| Renieri                         | 945–962     | 1 febbraio 962    |                                                    |
| Engelberto                      | 962–971     | 9 agosto 971      |                                                    |
| Folkmar                         | 971–974     |                   |                                                    |
| Ludolfo                         | 974–983     |                   |                                                    |
| Werinberto I                    | 983–1001    | 8 ottobre 1001    |                                                    |
| Ratbald von Volmarstein         | 1001–1015   | 9 aprile 1015     |                                                    |
| Heithanrich von Altenburg       | 1015–1030   | 11 novembre 1030  |                                                    |
| Bardo                           | 1030–1031   | 10/11 giugno 1051 |                                                    |
| Geroldo                         | 1031–1050   |                   |                                                    |
| Gero                            | 1050–1063   |                   |                                                    |
| Gilberto                        | 1063–1066   |                   |                                                    |
| Adalwig                         | 1066–1080   | 27 ottobre 1081   |                                                    |
| Ottone I von Sappenheim         | 1080–1104   |                   |                                                    |
| Adolfo de La Mark               | 1104–1105   |                   |                                                    |
| Rodolfo di Helpenstein          | 1105–1112   |                   |                                                    |
| Liudberto di Isenberg           | 1112–1119   | 8 ottobre 1119    |                                                    |
| Berengozo di Westerburg         | 1119–1125   | 23 settembre 1125 |                                                    |
| Bernardo di Wevelinghoven       | 1125–1140   | 22 settembre 1140 |                                                    |
| Werinberti II di Schönburg      | 1140–1144   | 11 ottobre 1144   |                                                    |
| Volmar di Bilstein              | 1144–1145   | 7 settembre 1145  |                                                    |
| Lamberto di Gennep              | 1145–1151   |                   |                                                    |
| Guglielmo I di Moers            | 1151–1160   | 23 aprile 1160    |                                                    |
| Adolfo I di Berg                | 1160–1173   | 21 dicembre 1173  | Figlio di Adolfo II di Berg                        |
| Wolfram di Kirchburg            | 1173–1183   | 9 luglio 1183     |                                                    |
| Eriberto I di Berg              | 1183–1197   | 16 luglio 1197    |                                                    |
| Eriberto II di Büren            | 1197–1226   | 23 luglio 1226    |                                                    |
| Gerhard von Grafschaft          | 1226–1249   | 12 novembre 1249  |                                                    |
| Albert von Goer                 | 1251–1257   | 13 settembre 1257 |                                                    |
| Albero von Tecklenburg          | 1257–1277   | 16 giugno 1277    |                                                    |
| Otto II von Warburg             | 1278–1288   | 5 luglio 1288     |                                                    |
| Enrico I di Wildenburg          | 1288–1310   |                   |                                                    |
| Guglielmo II di Hardenberg      | 1310–1330   | 18 maggio 1330    |                                                    |
| Giovanni I di Hernen            | 1330–1343   | 15 dicembre 1343  |                                                    |
| Giovanni II di Arscheid         | 1343–1360   | 3 ottobre 1360    |                                                    |
| Enrico II di Wildenburg         | 1360–1382   | 12 settembre 1382 |                                                    |
| Giovanni III di Spiegelberg     | 1382–1387   | 20 dicembre 1387  |                                                    |
| Bruno di Rennenberg             | 1387–1398   |                   |                                                    |
| Adolfo III di Spiegelberg       | 1398–1438   | 11 gennaio 1438   |                                                    |
| Giovanni IV di Stecke           | 1438–1452   | 2 settembre 1454  |                                                    |
| Corrado di Gleichen             | 1452–1474   |                   |                                                    |
| Adamo di Eschweiler             | 1474–1476   |                   | Amministratore apostolico                          |
| Theodor Hagedorn                | 1476–1484   | 30 agosto 1484    |                                                    |
| Antonius Grimholt               | 1484–1517   | 13 giugno 1517    |                                                    |
| Johannes von Groningen          | 1517–1540   | 8. Juli 1540      |                                                    |
| Hermann von Holten              | 1540–1572   | 20 ottobre 1572   |                                                    |
| Heinrich Duden                  | 1573–1601   | 5 aprile 1601     |                                                    |
| Konrad Kloedt                   | 1601–1614   | 6 giugno 1614     |                                                    |
| Hugo Preutaeus                  | 1614–1646   | 24 giugno 1646    |                                                    |
| Heinrich Dücker                 | 1646–1667   | 19 giugno 1667    |                                                    |
| Adolf Borcken                   | 1667–1670   | 4 agosto 1670     |                                                    |
| Ferdinand von Erwitte           | 1670–1705   | 17 aprile 1706    |                                                    |
| Coelestin von Geismar           | 1706–1718   | inverno 1718      | 1714–1718 Presidente della Bursfelder Kongregation |
| Theodor Thier                   | 1719–1727   | 4 novembre 1727   |                                                    |
| Simon von Bischopinck zu Telgte | 1727        | 1727              |                                                    |
| Benedikt von Geismar            | 1727–1757   | 29 agosto 1757    |                                                    |
| Anselm Sonius                   | 1757–1774   | 28 ottobre 1774   |                                                    |
| Johannes Hellersberg            | 1774–1780   | 26 marzo 1780     |                                                    |
| Bernhard Bierbaum               | 1780–1798   | 6 marzo 1798      |                                                    |
| Beda Savels                     | 1798–1802   | 12 agosto 1828    |                                                    |